# Nkwanta South
Nkwanta South är ett distrikt i Ghana.   Det ligger i regionen Voltaregionen, i den östra delen av landet, 300 km norr om huvudstaden Accra. Antalet invånare är 151 168. Arean är 4 530 kvadratkilometer.
Terrängen i Nkwanta South är kuperad åt sydost, men åt nordväst är den platt.